# Ja’akow Geri
Ja’akow Geri, również Jack Gering (hebr.: יעקב גרי, ang.: Ya'akov Geri, ur. jako Ja’akow Mejer 18 września 1901 w Siadach, zm. 18 grudnia 1974) – izraelski prawnik, przedsiębiorca i polityk, w latach 1950–1951 minister handlu i przemysłu.

## Życiorys
Urodził się 18 września 1901 jako Ja’akow Mejer w Siadach (obecnie Litwa).
Przeprowadził się do Południowej Afryki, gdzie używał nazwiska Jack Gering. Po studiach na Uniwersytecie Witwatersrand w Johannesburgu oraz na Uniwersytecie Johannesburskim został prawnikiem. Działał w organizacjach syjonistycznych. W 1932 powrócił do Europy, a w 1934 wyemigrował do Palestyny. W latach czterdziestych był dyrektorem African-Palestine Investment Company
Nigdy nie zasiadał w izraelskim parlamencie, ale 1 listopada 1950 został powołany w skład drugiego rządu Dawida Ben Guriona jako minister handlu i przemysłu, pełnił swoje obowiązki do 8 października 1951. Nie wszedł w skład kolejnego rządu Ben Guriona. Jego poprzednikiem w resorcie był Eli’ezer Kaplan, zaś następcą Dow Josef. Był bezpartyjny.
Był szefem grupy przedsiębiorstw południowoafrykańskich przedsiębiorstw w Izraelu, prezesem firmy tekstylnej w Kirjat Atta oraz członkiem zarządu Filharmonii Izraela.
Zmarł 18 grudnia 1974 w Izraelu.